# Acacia viguieri
Acacia viguieri är en ärtväxtart som beskrevs av Villiers och Du Puy. Acacia viguieri ingår i släktet akacior, och familjen ärtväxter. Inga underarter finns listade i Catalogue of Life.